# Mossega indecisa
Mossega indecisa är en insektsart som först beskrevs av Banks 1913.  Mossega indecisa ingår i släktet Mossega och familjen myrlejonsländor. Inga underarter finns listade i Catalogue of Life.